# Ehlerange
Ehlerange  (en luxemburguès: Éilereng; en alemany: Ehleringen) és una vila de la comuna de Sanem del districte de Luxemburg al cantó d'Esch-sur-Alzette. Està a uns 15 km de distància de la Ciutat de Luxemburg.